# Piccolo Dente
Piccolo Dente è un personaggio western umoristico dei fumetti creato da Lino Landolfi (disegni) e Claudio Nizzi (testi) apparso sul Il Giornalino dal 1970 al 1988, anno della morte di Landolfi.
Nato come semplice comprimario per la serie del Colonnello Caster’ Bum nel 1970, si dimostra ben presto il personaggio più gradito tra tutti quelli che appaiono nel corso degli episodi e così, nel 1977, si guadagna una sua serie personale.
Le storie di Piccolo Dente appaiono regolarmente su Il Giornalino (quindi con cadenza settimanale) solitamente in forma di brevi avventure della durata di una sola tavola, ospitata sull'ultima pagina della rivista (penultima se si considera anche la quarta di copertina). Non mancano però storie di più ampio respiro, lunghe alcune pagine, come ad esempio "Piccolo Dente e il lupo burlone".

## Storia
Piccolo Dente è un bambino indiano di età indefinita (probabilmente 10-12 anni) che vive con la sua famiglia in un tipico, stereotipato villaggio indiano. Deve il suo nome ad un incisivo sporgente.
Suo padre, Caldaia Fredda, è anche il capo del villaggio. Pacifico, pigro e un po' in sovrappeso, si occupa dell'educazione da guerriero di Piccolo Dente. In quanto capovillaggio si sente in dovere di dimostrare il suo coraggio e la sua forza a Piccolo Dente e a tutto il villaggio, ma a causa dell'età e della mancanza di allenamento si caccia spesso in situazioni imbarazzanti.
Sua madre, Grossa Quaglia, anche lei piuttosto in sovrappeso, è un'ottima cuoca ed è decisamente più severa con Piccolo Dente rispetto al marito. In una storia viene definita "un'operosa massaia indiana".
Piccolo Dente viene spesso accompagnato nelle sue avventure, nei boschi e praterie intorno al villaggio, da Occhio Di Luna e Testa Rapata, una bambina e un bambino del villaggio, suoi coetanei.